# Río Caurimare
El Río Caurimare  es un pequeño cuerpo de agua que nace en los linderos del parque nacional El Ávila a una altitud de más de 1560 m s. n. m. se desplaza atravesando la ciudad de Caracas en sentido Norte - Sur pasando su curso por el Oeste de la comunidad de Petare continuando su curso hasta desembocar en la margen Norte río Guaire en la altura de El Llanito